# یوآن پایو
یوآن پایو (فرانسوی: Yoann Paillot‎؛ زادهٔ ۲۸ مهٔ ۱۹۹۱ ‏(۳۳ سال)) دوچرخه‌سوار اهل فرانسه است.
از باشگاه‌هایی که در آن رکاب زده‌است می‌توان به سن میشل–اوبر۹۳ اشاره کرد.